# Afro@Digital
Pour plus de détails, voir Fiche technique et Distribution.
Afro@Digital est un film documentaire congolais réalisé par Balufu Bakupa-Kanyinda et sorti en 2002.

## Synopsis
Afro@Digital explore la manière dont les technologies numériques ont changé la vie des Africains. Ainsi, un marabout explique qu’il ne répond plus par courrier aux questions des Africains vivant à l’étranger mais avec son téléphone portable. Une autre illustration de la révolution numérique est incarnée par la multiplication des cafés internet, remplis de jeunes. Le documentaire soulève des questions essentielles sur l’utilisation de ces technologies dans divers secteurs et dans la construction de la mémoire de l’humanité. Il pose également la question de la manière dont le numérique peut être mis au service des populations africaines de demain.

## Fiche technique
- Réalisation : Balufu Bakupa-Kanyinda
- Production : Akangbé Productions Dipanda Yo films Unesco
- Scénario : Balufu Bakupa-Kanyinda
- Image : Philippe Radoux, Eric Ekoué Ndiagne Adechoubou, Balufu Bakupa-Kanyinda
- Montage : Didier Ranz
- Son : Ndiagne Adechoubou, Balufu Bakupa-Kanyinda

## Récompenses
- Zimbabwe 2004